# Finland i olympiska vinterspelen 1972
Finland deltog i olympiska vinterspelen 1972.Truppen bestod av 50 idrottare, 43 män och 7 kvinnor.

## Medaljer

### Silver
- Längdskidåkning
  - Damer 3 x 5 km stafett: Marjatta Kajosmaa, Hilkka Riihivuori, Helena Takalo
  - Damer 5 km: Marjatta Kajosmaa

- Skidskytte
  - Herrar 4 x 7,5 km stafett: Heikki Ikola, Mauri Röppänen, Esko Saira, Juhani Suutarinen

- Nordisk kombination
  - Herrar individuell: Rauno Miettinen

### Brons
- Längdskidåkning
  - Damer 10 km: Marjatta Kajosmaa

## Trupp
- Skidskytte
  - Heikki Ikola
  - Mauri Röppänen
  - Esko Saira
  - Juhani Suutarinen
  - Yrjö Salpakari
- Längdskidåkning
  - Marjatta Kajosmaa
  - Hilkka Riihivuori-Kuntola
  - Helena Takalo-Kivioja
  - Teuvo Hatunen
  - Osmo Karjalainen
  - Raimo Lehtinen
  - Manne Liimatainen
  - Eero Mäntyranta
  - Juha Mieto
  - Marjatta Muttilainen-Olkkonen
  - Kalevi Oikarainen
  - Senja Pusula
  - Juhani Repo
  - Hannu Taipale
- Ishockey
  - Heikki Järn
  - Matti Keinonen
  - Veli-Pekka Ketola
  - Ilpo Koskela
  - Seppo Lindström
  - Harri Linnonmaa
  - Pekka Marjamäki
  - Lauri Mononen
  - Matti Murto
  - Lasse Oksanen
  - Esa Peltonen
  - Jorma Peltonen
  - Juha Rantasila
  - Seppo Repo
  - Heikki Riihiranta
  - Juhani Tamminen
  - Timo Turunen
  - Jorma Valtonen
  - Jorma Vehmanen
- Nordisk kombination
  - Erkki Kilpinen
  - Jukka Kuvaja
  - Rauno Miettinen (Delog även i backhoppning)
- Backhoppning
  - Rauno Miettinen (Delog även i nordisk kombination)
  - Tauno Käyhkö
  - Esko Rautionaho
  - Kari Ylianttila
- Hastighetsåkning på skridskor
  - Seppo Hänninen
  - Arja Kantola
  - Kimmo Koskinen
  - Leo Linkovesi
  - Jouko Salakka
  - Tuula Vilkas